# Hexametilén-diizocianát
A hexametilén-diizocianát színtelen folyadék. A hexán-1,6-diol és az izociánsav észtere.
Az alifás (nem aromás) diizocianátokat viszonylag kis mennyiségben állítják elő, és speciális célra használják, mint az ultraibolya sugárzásnak ellenálló lakkbevonatok készítése. Ez a tulajdonság például a repülőgépek, vonatok, hajók, kamionok külső bevonatán fontos (Desmodur N100).
Hexametilén-diamin foszgénezésével állítják elő, majd a nyers terméket desztillációval tisztítják.
Poliaddícióval poliuretán képződik belőle.

## Fordítás
- Ez a szócikk részben vagy egészben  a   Hexamethylene diisocyanate című angol Wikipédia-szócikk fordításán alapul.  Az eredeti cikk szerkesztőit annak laptörténete sorolja fel. Ez a jelzés csupán a megfogalmazás eredetét és a szerzői jogokat jelzi, nem szolgál a cikkben szereplő információk forrásmegjelöléseként.

## Külső linkek
- NIOSH Safety and Health Topic: Isocyanates, a National Institute for Occupational Safety and Health (NIOSH) honlapjáról (angol)